# Windows 3.x
Windows 3.x, in informatica, indica gli ambienti operativi Microsoft Windows prodotti da Microsoft tra il 1989 ed il 1995 (Windows 3.0, Windows 3.1, Windows for Workgroups 3.1, Windows 3.2 e Windows for Workgroups 3.11). I Windows 3 non erano dei sistemi operativi veri e propri, ma erano "ambienti operativi" grafici da installare su MS-DOS.
L'interfaccia di Windows 3.x veniva utilizzata anche per l'installazione dei sistemi operativi Windows 9x.

## Windows 3.0
Windows 3.0 fu la prima versione di Windows a conoscere un buon successo commerciale, permettendo a Microsoft di competere con i computer Apple Macintosh e Commodore Amiga sul fronte dell'interfaccia grafica.
Questa versione includeva un'interfaccia utente riorganizzata, assieme a miglioramenti tecnici per permettere l'uso delle funzionalità dei processori Intel 80286 e 80386. I programmi che non facevano uso dell'interfaccia grafica potevano essere eseguiti in una finestra, rendendo il sistema utilizzabile come una grezza piattaforma multitasking per le applicazioni DOS.
La shell MS-DOS Executive venne sostituita da Program Manager e File Manager, e venne introdotto il Pannello di controllo, che includeva una limitata gestione dello schema di colore dell'interfaccia. Era inclusa una limitata quantità di applicazioni, come un semplice editor di testo (Notepad), un word processor (Write), un gestore di macro, un programma di disegno (Paintbrush), un'agenda di appuntamenti (Agenda), uno schedario ed una calcolatrice.

## Windows 3.1x

### Versione base
Windows 3.1 (nome in codice Janus) venne distribuito il 18 marzo 1992 ed aggiunse un supporto di base per la multimedialità per l'input/output audio e una applet per il lettore CD, assieme ai font TrueType per il desktop publishing. Una funzionalità simile era già disponibile per Windows 3.0 attraverso il programma Adobe Type Manager (ATM) il sistema di font creato da Adobe.
Windows 3.1x contiene uno schema di colori di nome Hotdog Stand, composto da una combinazione di rosso, giallo e nero. Lo schema è stato progettato per aiutare le persone con il daltonismo a vedere più facilmente il testo o la grafica sullo schermo. 

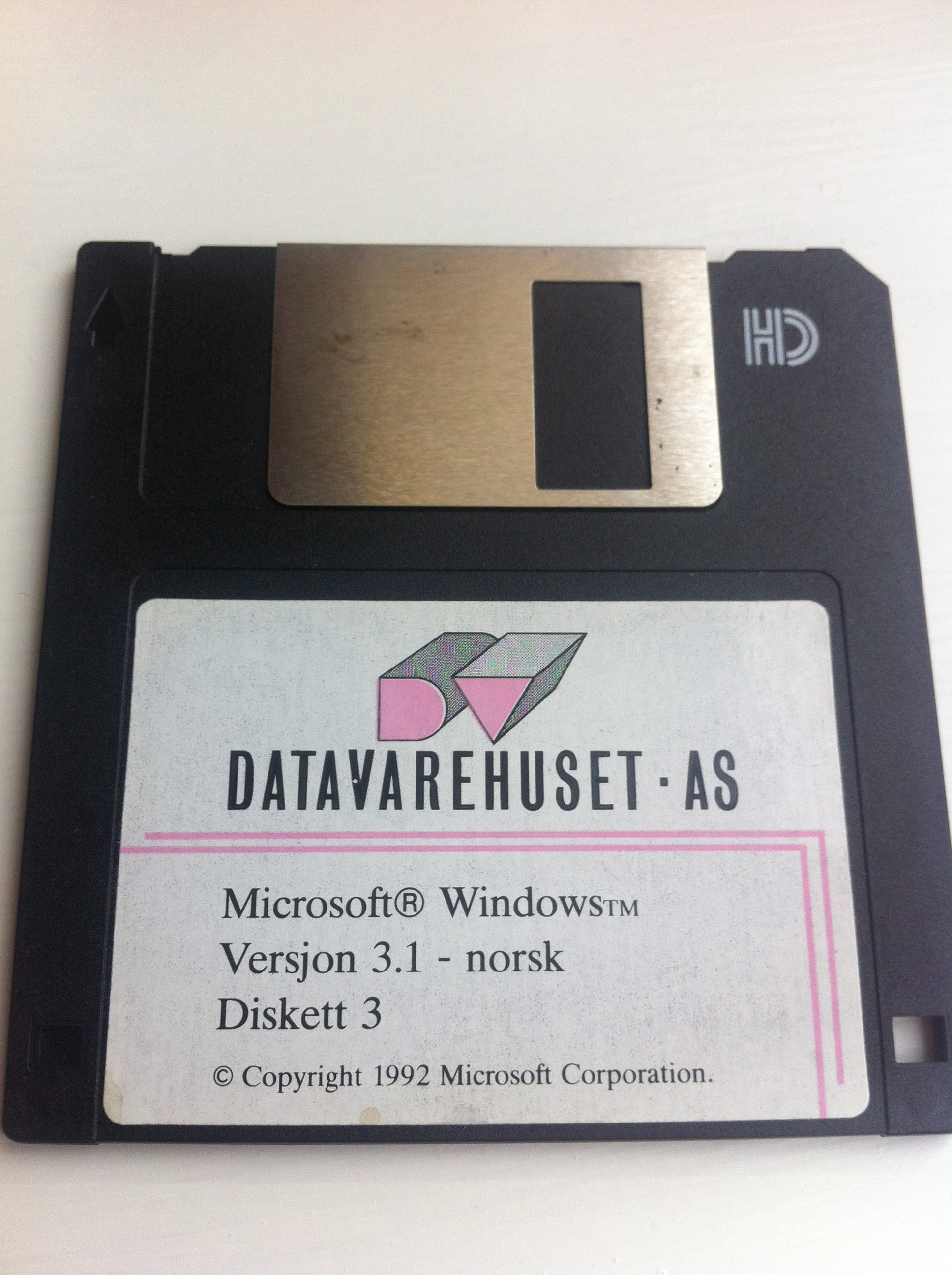
Il Program Manager in Windows For Workgroups 3.11

### Windows 3.11
La Microsoft distribuì in seguito un aggiornamento per Windows 3.1 denominato Windows 3.11. Dopo l'installazione di questo aggiornamento, a parte l'aggiunta di nuovi file, cambiava la versione del Sistema Operativo nelle informazioni di sistema da 3.1 a 3.11. Windows 3.11 non era però una nuova versione di Windows, ma piuttosto un aggiornamento software per Windows 3.1, molto simile al moderno service pack. Per chi acquistava un nuovo computer da quel momento venne reso disponibile il set di dischi di Windows 3.11, cosicché non fosse necessario prima installare Windows 3.1 per poi aggiornarlo alla versione 3.11.

### Windows 3.2
Windows 3.2 è una versione di Windows distribuita solo in Cinese Semplificato da Microsoft per il mercato cinese. Windows 3.2 è stato venduto come un set di dieci dischi con il sistema operativo e MS-DOS con alcune utility tradotte in cinese semplificato.

### Modular Windows
Modular Windows è una versione speciale di Windows 3.1, destinata per girare su Tandy Video Information System (VIS). Modular Windows era destinato ad essere un sistema operativo embedded per vari dispositivi, in particolare quelli costituiti per essere collegati a televisori. Tuttavia, il VIS è rimasto l'unico prodotto noto ad utilizzare questa versione di Windows.

## Windows for Workgroups
Windows for Workgroup 3.1x era un'estensione a Windows progettata per rendere più semplice la configurazione di rete e la condivisione di file e stampanti tra computer di una LAN.

### Windows for Workgroups 3.1
Windows for Workgroup 3.1 (nome in codice Winball (Kato) o Windows Jastro (Windows Sparta), distribuito nell'ottobre 1992, era una versione estesa di Windows 3.1 che includeva il supporto alla condivisione di file e stampanti nelle reti locali di tipo NetBEUI e/o IPX, incluso Hearts (il gioco di carte), e ha introdotto VSHARE.386, la versione virtuale di SHARE.EXE.

### Windows for Workgroups 3.11
Windows for Workgroups 3.11 (nome in codice Snowball) ha introdotto il supporto a 32 bit per l'accesso ai dischi, migliorando di molto le prestazioni di Input/Output che non erano più legate al supporto del BIOS. Il 1º novembre 2008 la Microsoft ha cessato il supporto per questa versione di Windows.

## Caratteristiche generali
Il protocollo di rete TCP/IP non era presente nativamente in nessuna versione di Windows 3.x, ed era necessario installarlo successivamente od utilizzare un'implementazione di terze parti, come Trumpet Winsock.
Dopo l'uscita del sistema operativo a 32 bit Windows NT 3.1, venne distribuito il pacchetto Win32s, che forniva ai Windows 3 una limitata compatibilità con le API Win32 usate da Windows NT.
Gli eredi dei Windows 3 sono stati Windows 95 e le versioni successive, che hanno integrato le componenti MS-DOS e Windows in un unico prodotto. L'ultimo prodotto di questa serie è stato Windows Me.

## Requisiti minimi
Come requisiti minimi i Windows 3 richiedevano processore 8086 o 8088, 640 kB di RAM, 6-7 MB di spazio libero su disco e una scheda grafica che supportasse VGA o CGA o altri standard dell'epoca, mentre venivano consigliati 1 MB di memoria estesa e un mouse dichiaratamente compatibile con Windows.

## Screenshots

Avvio di Windows 3.0
Program Manager di Windows 3.00a
Avvio di Windows 3.1
Program Manager di Windows 3.11
File Manager di Windows 3.11
Microsoft Anti-Virus su Windows 3.x
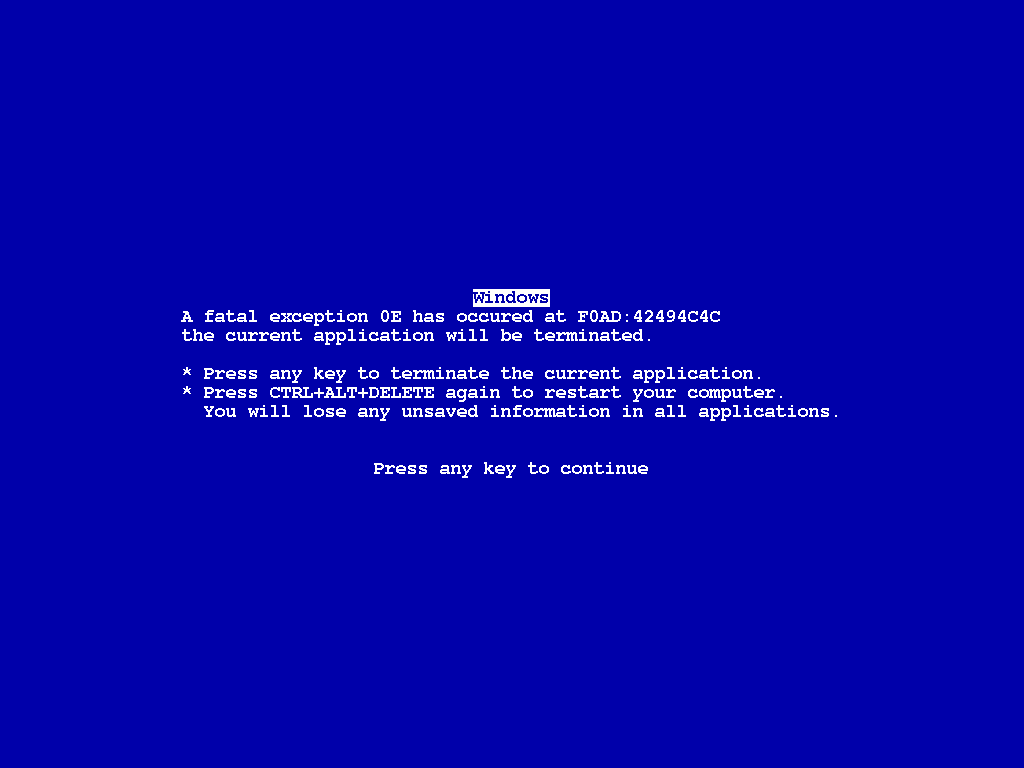
Il BSOD di Windows For Workgroups 3.11
Il logo di Windows 3.1